# Римована хроніка (1682)
Римована хроніка, Віршована хроніка — умовна назва анонімної історико-літературної пам'ятки, завершеної 1682. Її невідомий автор походив, імовірно, зі сполонізованої і окатоличеної української шляхти Поділля. Твір написаний польською мовою, із певною домішкою українських слів, у віршованих формах, притаманних тогочасній українській поезії. Охоплює у збереженій частині (бракує початку пам'ятки) події Національно-визвольної війни українського народу 1648—58 та наступні часи. В окремих сюжетах згадані: гетьман Петро Конашевич-Сагайдачний, польський король Стефан Баторій та ін. Автор використав ряд хронік (М.Кромера, Й.Пасторія, С.Твардовського). Вороже ставився до повсталого українського народу, водночас возвеличував роль запорозького козацтва в його боротьбі проти агресії Османської імперії. Наявність власних спогадів автора, особливо про Берестецьку битву 1651 та Охматівську битву 1655, бої на Поділлі, свідчень очевидців, українських народних дум та історичних українських пісень надає твору великої історичної та художньої цінності. У тканину Р.х. введені також деякі самостійні поеми (поема про І.Сірка, поема про полювання на Поділлі). Автор є блискучим майстром алегорії, порівнянь, прагне філософськи осмислити описувані ним події з позицій глибоко віруючого католика. Оригінал пам'ятки зберігається у відділі рукописів Бібліотеки Польської АН у Кракові. Видані лише окремі її фрагменти.